# Danh sách cờ Uganda
Dưới đây là danh sách các loại cờ từng được dùng làm hiệu kỳ của các tổ chức chính trị - xã hội cấp quốc gia tại Uganda, được các tài liệu độc lập và có uy tín ghi nhận:

## Quốc kỳ
| Cờ | Thời điểm    | Sử dụng | Mô tả |
| -- | ------------ | ------- | --- |
|    | 1962 đến nay | Quốc kỳ | Sáu dải ngang bằng nhau gồm màu đen (phía trên), vàng, đỏ, đen, vàng và đỏ (phía dưới); một hình tròn trắng được chồng lên nhau ở giữa và mô tả biểu tượng quốc gia, một con sếu đầu xám. |

## Quân kỳ
| Flag | Date     | Use                                          | Description |
| ---- | -------- | -------------------------------------------- | --- |
|      | 1962-nay | Lá cờ của Lực lượng Phòng vệ Nhân dân Uganda | Một lá cờ xanh với 6 đường màu đen (trên cùng), vàng, đỏ, đen, vàng và đỏ (dưới cùng) hướng xuống dưới và biểu tượng của UPDF ở giữa                          |
|      | 1964-nay | Cờ của Không quân Uganda                     | Một lá cờ màu xanh lam với 6 đường màu đen (trên cùng), vàng, đỏ, đen, vàng và đỏ (dưới cùng) hướng xuống dưới và biểu tượng của lực lượng không quân ở giữa. |